# Liste der Industrieminister San Marinos
Diese Liste gibt einen Überblick über die Industrieminister San Marinos.
Das Industrieministerium ist eines der zehn 2005 gesetzlich festgelegten Ressorts (Dicasteri). Der Amtsinhaber führt die Bezeichnung Segretario di Stato per l‘Industria, l’Artigianato e il Commercio.  Bis 1997 führte der Industrieminister den Titel Deputato, die Bezeichnung Segretario di Stato führten bis zu diesem Zeitpunkt nur die Leiter der Ressorts Äußeres, Inneres und Finanzen.
Die Bezeichnungen des Ressorts wurden mehrfach geändert, zeitweise wurde es auch mit anderen Ressorts zusammengelegt, oder die Kompetenzen auf mehrere Ressorts verteilt.

## Industrieminister seit 1955
| Name                        | Partei            | Amtszeit | Amtszeit           | Kommentar |
| Name                        | Partei            | von | bis                | Kommentar |
| --------------------------- | ----------------- | --- | ------------------ | --- |
| Eugenio Bernardini          | PCS               | Februar 1955 | 16. September 1955 | Deputato per l’Economia e il Lavoro (Wirtschaft und Arbeit) |
| Vincenzo Pedini             | PCS               | 16. September 1955 | 23. Oktober 1957   | Deputato per l’Economia e il Lavoro (Wirtschaft und Arbeit) |
| Attilio Giannini            | ex-PCS            | 23. Oktober 1957 | 29. September 1959 | Deputato per l’Economia e il Lavoro (Wirtschaft und Arbeit) |
| Gian Luigi Berti            | PDCS              | 29. September 1959 | 12. Dezember 1961  | Deputato per l’Industria e il Lavoro (Industrie und Arbeit) |
| Federico Bigi               | PDCS              | 12. Dezember 1961 | 6. November 1969   | Segretario di Stato per gli Affari Esteri e Politici e Deputato per l’Industria (Äußere Angelegenheiten und Außenpolitik und Industrie) |
| Gian Luigi Berti            | PDCS              | 12. Dezember 1961 | 27. Dezember 1968  | Segretario di Stato per gli Affari Interni e Deputato per il Commercio e l’Artigianato (innere Angelegenheiten und Handwerk) |
| Luigi Lonfernini            | PDCS              | 1. Januar 1969 | 6. November 1969   | Segretario di Stato per gli Affari Interni e Deputato per il Commercio e l’Artigianato (innere Angelegenheiten und Handwerk) |
| Giovanni Zaccaria Savoretti | PDCS              | 06. November 1969 | 5. Mai 1970        | Deputato per l’Agricultura e l’Industria (Landwirtschaft und Industrie) |
| Giancarlo Ghironzi          | PDCS              | 6. November 1969 | 28. November 1969  | Deputato per le Finanze e Bilancio, l’Artigianato e il Commercio (Finanzen und Haushalt, Handwerk und Handel) |
| Giancarlo Ghironzi          | PDCS              | 28. November 1969 | 17. Januar 1972    | Segretario di Stato alle Finanze e Bilancio, l’Artigianato e il Commercio (Finanzen und Haushalt, Handwerk und Handel) |
| Francesco Valli             | PDCS              | 27. März 1973 | 11. November 1974  | Deputato per l’Agricultura e l’Industria (Landwirtschaft und Industrie) |
| Pietro Reffi                | PDCS              | 27. März 1973 | 11. November 1974  | Deputato per il Lavoro, l’Artigianato e il Commercio (Arbeit, Handwerk und Handel) |
| Giancarlo Ghironzi          | PDCS              | 11. November 1974 | 11. März 1976      | Deputato per l’Industria, l’Artigianato e il Commercio (Industrie, Handwerk und Handel) |
| Tito Masi                   | PDCS              | 11. März 1976 | 17. Juli 1978      | Deputato per l’Industria, l’Artigianato e il Commercio (Industrie, Handwerk und Handel) |
| Umberto Barulli             | PCS               | 17. Juli 1978 | 4. Juli 1983       | Deputato per l’Industria e l’Artigianato (Industrie und Handwerk) |
| Antonio Carrattoni          | PCS               | 4. Juli 1983 | 26. Juli 1986      | Deputato per l’Industria e l’Artigianato (Industrie und Handwerk) |
| Giuseppe Amici              | PCS               | 26. Juli 1986 | 6. Juli 1988       | Deputato per l’Industria e l’Artigianato (Industrie und Handwerk) |
| 6. Juli 1988                | 7. September 1990 | Deputato per l’Industria e l’Artigianato ab 8. April 1991 Deputato per l’Industria, l’Artigianato e la Giustizia (Industrie, Handwerk und Justiz)                                                 |                    | |
| Gilberto Ghiotti            | PCS               | 7. September 1990 | 19. März 1992      | Deputato per l’Industria e l’Artigianato ab 8. April 1991 Deputato per l’Industria, l’Artigianato e la Giustizia (Industrie, Handwerk und Justiz) |
| Fiorenzo Stolfi             | PSS               | 19. März 1992 | 7. Juli 1998       | Deputato per l’Industria, l’Artigianato e la Cooperazione Economica (Industrie, Handwerk und wirtschaftliche Zusammenarbeit) |
| 7. Juli 1998                | 28. März 2000     | Segretario di Stato per l’Industria, l’Artigianato, la Cooperazione Economica, le Poste e le Telecommunicazioni (Industrie, Handwerk, wirtschaftliche Zusammenarbeit, Post und Telekommunikation) |                    | |
| Sante Canducci              | PDCS              | 28. März 2000 | 12. Juli 2001      | Segretario di Stato per l’Industria, l’Artigianato e la Cooperazione Economica (Industrie, Handwerk und wirtschaftliche Zusammenarbeit) |
| Maurizio Rattini            | PSS               | 12. Juli 2001 | 25. Juni 2002      | Segretario di Stato per l’Industria, l’Artigianato e la Cooperazione Economica (Industrie, Handwerk und wirtschaftliche Zusammenarbeit) |
| Claudio Felici              | PdD/PSD           | 25. Juni 2002 | 16. Dezember 2002  | Segretario di Stato per l’Industria, l’Artigianato, la Cooperazione Economica e i Rapporti con l‘A.A.S.S. e l’A.A.S.P.. (Industrie, Handwerk, wirtschaftliche Zusammenarbeit und Beziehungen zur A.A.S.S. und A.A.S.P.)                                                                     |
| Maurizio Rattini            | PSS               | 16. Dezember 2002 | 12. Dezember 2003  | Segretario di Stato per l’Industria, l’Artigianato e i Rapporti con l‘A.A.S.S. (Industrie, Handwerk und Beziehungen zur A.A.S.S.) |
| Claudio Felici              | PdD/PSD           | 12. Dezember 2003 | 27. Juli 2006      | Segretario di Stato per l’Industria, l’Artigianato, il Commercio, le Telecommunicazioni e la Cooperazione Economica (Industrie, Handwerk, Handel, Telekommunikation und wirtschaftliche Zusammenarbeit)                                                                                     |
| Tito Masi                   | AP                | 27. Juli 2006 | 3. Dezember 2008   | Segretario di Stato per l’Industria, l’Artigianato, il Commercio, la Ricerca e i Rapporti con l’A.A.S.P. (Industrie, Handwerk, Handel, Forschung und Beziehungen mit der A.A.S.P) |
| Marco Arzilli               | NS                | 3. Dezember 2008 | 19. Juli 2012      | Segretario di Stato per l’Industria, l’Artigianato e il Commercio (Industrie, Handwerk und Handel) |
| Marco Arzilli               | NS                | 19. Juli 2012 | 5. Dezember 2012   | Segretario di Stato per l’Industria, l’Artigianato, il Commercio, la Ricerca e l’Università (Industrie, Handwerk, Handel, Forschung und die Universität) |
| Marco Arzilli               | NS                | 5. Dezember 2012 | 27. August 2016    | Segretario di Stato per l’Industria, Artigianato, Commercio, Trasporti e la Ricerca (Industrie, Handwerk, Handel, Transport und Forschung) |
| Marco Arzilli               | NS                | 27. August 2016 | 27. Dezember 2016  | Segretario di Stato per l’Industria, Artigianato, Commercio, Trasporti, la Ricerca, Cooperazione Economica Internazionale e Rapporti con l’A.A.S.L.P. (Industrie, Handwerk, Handel, Transport, Forschung, internationale wirtschaftliche Zusammenarbeit und Beziehungen mit der A.A.S.L.P.) |
| Andrea Zafferani            | C10               | 27. Dezember 2016 | amtierend          | Segretario di Stato per l’Industria, Artigianato e Commercio, Lavoro, Cooperazione, Telecomunicazioni (Industrie, Handwerk und Handel, Arbeit, Zusammenarbeit, Telekommunikation) |

## Parteien
| AP   | Aleeanza Popolare                         |
| C10  | Civico 10                                 |
| NS   | Noi Sammarinesi                           |
| PCS  | Partito Comunista Sammarinese             |
| PDCS | Partito Democratico Cristiano Sammarinese |
| PdD  | Partito dei Democratici                   |
| PSD  | Partito dei Socialisti e dei Democratici  |
| PSS  | Partito Socialista Sammarinese            |